# International Champions Cup 2018
International Champions Cup 2018 là mùa giải thứ sáu trong chuỗi loạt trận bóng đá giao hữu tổ chức vào mùa hè hàng năm. Đây là mùa giải đầu tiên sau ba mùa giải không còn phân chia các giải đấu theo từng khu vực riêng rẽ, thay vào đó các đội tham dự thi đấu trải dài khắp nhiều quốc gia trên thế giới. Giải khởi tranh vào 20 tháng 7 và kết thúc vào ngày 11 tháng 8 năm 2018.

## Các đội bóng
Có tổng cộng 18 đội bóng tham dự giải. Danh sách đội tham dự lần lượt được công bố trong bốn đợt, vào ngày 10, 11, 12 và 17 tháng 4 năm 2018. Ngày 18 tháng 6 năm 2018, Sevilla tuyên bố rút lui và Lyon là câu lạc bộ thay thế.
| Quốc gia    | Câu lạc bộ          |
| ----------- | ------------------- |
| Anh         | Arsenal             |
| Anh         | Chelsea             |
| Anh         | Liverpool           |
| Anh         | Manchester City     |
| Anh         | Manchester United   |
| Anh         | Tottenham Hotspur   |
| Pháp        | Lyon                |
| Pháp        | Paris Saint-Germain |
| Đức         | Bayern Munich       |
| Đức         | Borussia Dortmund   |
| Ý           | Inter Milan         |
| Ý           | Juventus            |
| Ý           | Milan               |
| Ý           | Roma                |
| Bồ Đào Nha  | Benfica             |
| Tây Ban Nha | Atlético Madrid     |
| Tây Ban Nha | Barcelona           |
| Tây Ban Nha | Real Madrid         |

## Địa điểm
Ban đầu có 22 địa điểm tổ chức International Champions Cup được công bố vào các ngày 13 và 17 tháng 4 năm 2018, nhưng sau đó số lượng địa điểm tăng lên 23. Trong số này, 15 trận đấu tổ chức ở Hoa Kỳ, 7 trận tổ chức ở châu Âu và 1 trận tổ chức tại Singapore. Sau khi Sevilla rút lui (thay thế bởi Lyon), các trận đấu diễn ra ở Warsaw và Zürich đã bị hủy bỏ và thay thế bởi những trận đấu tổ chức tại Luân Đôn và Loulé. Hai trận đấu có sự góp mặt của Chelsea đã được chuyển địa điểm thi đấu lần lượt từ Gothenburg và Solna đến Nice và Dublin.
| Ann Arbor              | Arlington | Carson | Charlotte | Chicago | East Rutherford      |
| ---------------------- | --- | --- | --- | --- | -------------------- |
| Sân vận động Michigan  | Sân vận động AT&T | Trung tâm StubHub | Sân vận động Bank of America | Soldier Field | Sân vận động MetLife |
| Sức chứa: 107.601      | Sức chứa: 80.000 | Sức chứa: 27.000 | Sức chứa: 75.525 | Sức chứa: 61.500 | Sức chứa: 82.500     |
|                        | | | | |                      |
| Harrison               | Ann ArborArlingtonCarsonCharlotteChicagoEast · RutherfordHarrisonLandoverMiami GardensMinneapolisPasadenaPhiladelphiaPittsburghSan DiegoSanta Clara | Ann ArborArlingtonCarsonCharlotteChicagoEast · RutherfordHarrisonLandoverMiami GardensMinneapolisPasadenaPhiladelphiaPittsburghSan DiegoSanta Clara | Ann ArborArlingtonCarsonCharlotteChicagoEast · RutherfordHarrisonLandoverMiami GardensMinneapolisPasadenaPhiladelphiaPittsburghSan DiegoSanta Clara | Ann ArborArlingtonCarsonCharlotteChicagoEast · RutherfordHarrisonLandoverMiami GardensMinneapolisPasadenaPhiladelphiaPittsburghSan DiegoSanta Clara | Landover             |
| Red Bull Arena         | Ann ArborArlingtonCarsonCharlotteChicagoEast · RutherfordHarrisonLandoverMiami GardensMinneapolisPasadenaPhiladelphiaPittsburghSan DiegoSanta Clara | Ann ArborArlingtonCarsonCharlotteChicagoEast · RutherfordHarrisonLandoverMiami GardensMinneapolisPasadenaPhiladelphiaPittsburghSan DiegoSanta Clara | Ann ArborArlingtonCarsonCharlotteChicagoEast · RutherfordHarrisonLandoverMiami GardensMinneapolisPasadenaPhiladelphiaPittsburghSan DiegoSanta Clara | Ann ArborArlingtonCarsonCharlotteChicagoEast · RutherfordHarrisonLandoverMiami GardensMinneapolisPasadenaPhiladelphiaPittsburghSan DiegoSanta Clara | FedExField           |
| Sức chứa: 26.104       | Ann ArborArlingtonCarsonCharlotteChicagoEast · RutherfordHarrisonLandoverMiami GardensMinneapolisPasadenaPhiladelphiaPittsburghSan DiegoSanta Clara | Ann ArborArlingtonCarsonCharlotteChicagoEast · RutherfordHarrisonLandoverMiami GardensMinneapolisPasadenaPhiladelphiaPittsburghSan DiegoSanta Clara | Ann ArborArlingtonCarsonCharlotteChicagoEast · RutherfordHarrisonLandoverMiami GardensMinneapolisPasadenaPhiladelphiaPittsburghSan DiegoSanta Clara | Ann ArborArlingtonCarsonCharlotteChicagoEast · RutherfordHarrisonLandoverMiami GardensMinneapolisPasadenaPhiladelphiaPittsburghSan DiegoSanta Clara | Sức chứa: 82.000     |
|                        | Ann ArborArlingtonCarsonCharlotteChicagoEast · RutherfordHarrisonLandoverMiami GardensMinneapolisPasadenaPhiladelphiaPittsburghSan DiegoSanta Clara | Ann ArborArlingtonCarsonCharlotteChicagoEast · RutherfordHarrisonLandoverMiami GardensMinneapolisPasadenaPhiladelphiaPittsburghSan DiegoSanta Clara | Ann ArborArlingtonCarsonCharlotteChicagoEast · RutherfordHarrisonLandoverMiami GardensMinneapolisPasadenaPhiladelphiaPittsburghSan DiegoSanta Clara | Ann ArborArlingtonCarsonCharlotteChicagoEast · RutherfordHarrisonLandoverMiami GardensMinneapolisPasadenaPhiladelphiaPittsburghSan DiegoSanta Clara |                      |
| Miami Gardens          | Ann ArborArlingtonCarsonCharlotteChicagoEast · RutherfordHarrisonLandoverMiami GardensMinneapolisPasadenaPhiladelphiaPittsburghSan DiegoSanta Clara | Ann ArborArlingtonCarsonCharlotteChicagoEast · RutherfordHarrisonLandoverMiami GardensMinneapolisPasadenaPhiladelphiaPittsburghSan DiegoSanta Clara | Ann ArborArlingtonCarsonCharlotteChicagoEast · RutherfordHarrisonLandoverMiami GardensMinneapolisPasadenaPhiladelphiaPittsburghSan DiegoSanta Clara | Ann ArborArlingtonCarsonCharlotteChicagoEast · RutherfordHarrisonLandoverMiami GardensMinneapolisPasadenaPhiladelphiaPittsburghSan DiegoSanta Clara |                      |
| Sân vận động Hard Rock | Ann ArborArlingtonCarsonCharlotteChicagoEast · RutherfordHarrisonLandoverMiami GardensMinneapolisPasadenaPhiladelphiaPittsburghSan DiegoSanta Clara | Ann ArborArlingtonCarsonCharlotteChicagoEast · RutherfordHarrisonLandoverMiami GardensMinneapolisPasadenaPhiladelphiaPittsburghSan DiegoSanta Clara | Ann ArborArlingtonCarsonCharlotteChicagoEast · RutherfordHarrisonLandoverMiami GardensMinneapolisPasadenaPhiladelphiaPittsburghSan DiegoSanta Clara | Ann ArborArlingtonCarsonCharlotteChicagoEast · RutherfordHarrisonLandoverMiami GardensMinneapolisPasadenaPhiladelphiaPittsburghSan DiegoSanta Clara |                      |
| Sức chứa: 64.767       | Ann ArborArlingtonCarsonCharlotteChicagoEast · RutherfordHarrisonLandoverMiami GardensMinneapolisPasadenaPhiladelphiaPittsburghSan DiegoSanta Clara | Ann ArborArlingtonCarsonCharlotteChicagoEast · RutherfordHarrisonLandoverMiami GardensMinneapolisPasadenaPhiladelphiaPittsburghSan DiegoSanta Clara | Ann ArborArlingtonCarsonCharlotteChicagoEast · RutherfordHarrisonLandoverMiami GardensMinneapolisPasadenaPhiladelphiaPittsburghSan DiegoSanta Clara | Ann ArborArlingtonCarsonCharlotteChicagoEast · RutherfordHarrisonLandoverMiami GardensMinneapolisPasadenaPhiladelphiaPittsburghSan DiegoSanta Clara |                      |
|                        | Ann ArborArlingtonCarsonCharlotteChicagoEast · RutherfordHarrisonLandoverMiami GardensMinneapolisPasadenaPhiladelphiaPittsburghSan DiegoSanta Clara | Ann ArborArlingtonCarsonCharlotteChicagoEast · RutherfordHarrisonLandoverMiami GardensMinneapolisPasadenaPhiladelphiaPittsburghSan DiegoSanta Clara | Ann ArborArlingtonCarsonCharlotteChicagoEast · RutherfordHarrisonLandoverMiami GardensMinneapolisPasadenaPhiladelphiaPittsburghSan DiegoSanta Clara | Ann ArborArlingtonCarsonCharlotteChicagoEast · RutherfordHarrisonLandoverMiami GardensMinneapolisPasadenaPhiladelphiaPittsburghSan DiegoSanta Clara |                      |
| Minneapolis            | Pasadena | Philadelphia | Pittsburgh | San Diego | Santa Clara          |
| Sân vận động U.S. Bank | Rose Bowl | Lincoln Financial Field | Heinz Field | Sân vận động SDCCU | Sân vận động Levi's  |
| Sức chứa: 66.655       | Sức chứa: 90.888 | Sức chứa: 69.176 | Sức chứa: 69.690 | Sức chứa: 70.561 | Sức chứa: 68.500     |
|                        | | | | |                      |

| Dublin                    | Faro/Loulé                                        | Klagenfurt                                        |
| ------------------------- | ------------------------------------------------- | ------------------------------------------------- |
| Sân vận động Aviva        | Sân vận động Algarve                              | Sân vận động Wörthersee                           |
| Sức chứa: 51.700          | Sức chứa: 30.305                                  | Sức chứa: 32.000                                  |
|                           |                                                   |                                                   |
| Lecce                     | DublinFaro/LouléKlagenfurtLecceLuân ĐônMadridNice | DublinFaro/LouléKlagenfurtLecceLuân ĐônMadridNice |
| Sân vận động Via del Mare | DublinFaro/LouléKlagenfurtLecceLuân ĐônMadridNice | DublinFaro/LouléKlagenfurtLecceLuân ĐônMadridNice |
| Sức chứa: 40.670          | DublinFaro/LouléKlagenfurtLecceLuân ĐônMadridNice | DublinFaro/LouléKlagenfurtLecceLuân ĐônMadridNice |
|                           | DublinFaro/LouléKlagenfurtLecceLuân ĐônMadridNice | DublinFaro/LouléKlagenfurtLecceLuân ĐônMadridNice |
| Luân Đôn                  | Madrid                                            | Nice                                              |
| Stamford Bridge           | Sân vận động Metropolitano                        | Allianz Riviera                                   |
| Sức chứa: 41.631          | Sức chứa: 67.703                                  | Sức chứa: 35.624                                  |
|                           |                                                   |                                                   |

| Kallang               | Kallang |
| --------------------- | ------- |
| Sân vận động Quốc gia | Kallang |
| Sức chứa: 55.000      | Kallang |
|                       | Kallang |

## Các trận đấu
Lịch thi đấu dự kiến được công bố vào ngày 17 tháng 4 năm 2018, và được cập nhật vào ngày 18 tháng 6 sau khi Lyon thay thế Sevilla. Mỗi đội thi đấu ba trận và tổng cộng 27 trận đấu.
| Manchester City | 0–1      | Borussia Dortmund   |
| --------------- | -------- | ------------------- |
|                 | Chi tiết | - Götze 28' (ph.đ.) |

| Bayern Munich                              | 3–1      | Paris Saint-Germain |
| ------------------------------------------ | -------- | ------------------- |
| - Martínez 60' - Sanches 68' - Zirkzee 78' | Chi tiết | - Weah 31'          |

| Liverpool      | 1–3      | Borussia Dortmund                               |
| -------------- | -------- | ----------------------------------------------- |
| - Van Dijk 25' | Chi tiết | - Pulisic 66' (ph.đ.), 89' - Bruun Larsen 90+3' |

| Juventus           | 2–0      | Bayern Munich |
| ------------------ | -------- | ------------- |
| - Favilli 32', 40' | Chi tiết |               |

| Borussia Dortmund                       | 2–2      | Benfica                                      |
| --------------------------------------- | -------- | -------------------------------------------- |
| - Philipp 20', 22'                      | Chi tiết | - Almeida 51' - Semedo 69'                   |
| Loạt sút luân lưu                       |          |                                              |
| - Wolf - Gómez - Burnić - Sancho - Isak | 3–4      | - Lema - Jonas - Ferreyra - Samaris - Salvio |

| Manchester City | 1–2      | Liverpool                        |
| --------------- | -------- | -------------------------------- |
| - Sané 57'      | Chi tiết | - Salah 63' - Mané 90+4' (ph.đ.) |

| Roma        | 1–4      | Tottenham Hotspur                   |
| ----------- | -------- | ----------------------------------- |
| - Schick 3' | Chi tiết | - Llorente 9', 18' - Lucas 28', 44' |

| Milan | 1–1      | Manchester United |
| --- | -------- | --- |
| - Suso 15' | Chi tiết | - Sánchez 12' |
| Loạt sút luân lưu |          | |
| - Çalhanoğlu - Borini - Kessié - Suso - Reina - Romagnoli - Calabria - Kalinić - Musacchio - Mauri - Antonelli - Çalhanoğlu - Kessié | 8–9      | - A. Pereira - Herrera - Sánchez - McTominay - J. Pereira - Bailly - Smalling - Tuanzebe - Fosu-Mensah - Hamilton - Darmian - A. Pereira - Herrera |

| Atlético Madrid                            | 1–1      | Arsenal                                           |
| ------------------------------------------ | -------- | ------------------------------------------------- |
| - Vietto 41'                               | Chi tiết | - Smith Rowe 47'                                  |
| Loạt sút luân lưu                          |          |                                                   |
| - Correa - Rodri - Garcés - Mollejo - Adán | 3–1      | - Mkhitaryan - Willock - Maitland-Niles - Nketiah |

| Arsenal                                                       | 5–1      | Paris Saint-Germain  |
| ------------------------------------------------------------- | -------- | -------------------- |
| - Özil 13' - Lacazette 67', 71' - Holding 87' - Nketiah 90+4' | Chi tiết | - Nkunku 60' (ph.đ.) |

| Benfica                                | 1–1      | Juventus                                 |
| -------------------------------------- | -------- | ---------------------------------------- |
| - Grimaldo 65'                         | Chi tiết | - Clemenza 84'                           |
| Loạt sút luân lưu                      |          |                                          |
| - Parks - Jonas - Samaris - João Félix | 2–4      | - Fagioli - Can - Beltrame - Alex Sandro |

| Chelsea                                                 | 1–1      | Inter Milan                                               |
| ------------------------------------------------------- | -------- | --------------------------------------------------------- |
| - Pedro 8'                                              | Chi tiết | - Gagliardini 49'                                         |
| Loạt sút luân lưu                                       |          |                                                           |
| - Jorginho - Drinkwater - Moses - Abraham - Azpilicueta | 5–4      | - Ranocchia - Gagliardini - Martínez - Škriniar - Karamoh |

| Manchester United | 1–4      | Liverpool                                                          |
| ----------------- | -------- | ------------------------------------------------------------------ |
| - A. Pereira 31'  | Chi tiết | - Mané 28' (ph.đ.) - Sturridge 66' - Ojo 74' (ph.đ.) - Shaqiri 82' |

| Bayern Munich              | 2–3      | Manchester City                    |
| -------------------------- | -------- | ---------------------------------- |
| - Shabani 15' - Robben 24' | Chi tiết | - B. Silva 45+1', 70' - Nmecha 51' |

| Barcelona                                   | 2–2      | Tottenham Hotspur                   |
| ------------------------------------------- | -------- | ----------------------------------- |
| - Munir 15' - Arthur 29'                    | Chi tiết | - Son 73' - N'Koudou 75'            |
| Loạt sút luân lưu                           |          |                                     |
| - Palencia - Ruiz - Monchu - Riqui - Malcom | 5–3      | - Son - Davies - Georgiou - Sánchez |

| Paris Saint-Germain                         | 3–2      | Atlético Madrid                    |
| ------------------------------------------- | -------- | ---------------------------------- |
| - Nkunku 32' - Diaby 71' - Postolachi 90+2' | Chi tiết | - Mollejo 75' - Bernède 86' (l.n.) |

| Manchester United           | 2–1      | Real Madrid     |
| --------------------------- | -------- | --------------- |
| - Sánchez 18' - Herrera 27' | Chi tiết | - Benzema 45+3' |

| Tottenham Hotspur | 1–0      | Milan |
| ----------------- | -------- | ----- |
| - N'Koudou 47'    | Chi tiết |       |

| Barcelona                 | 2–4      | Roma                                                                   |
| ------------------------- | -------- | ---------------------------------------------------------------------- |
| - Rafinha 6' - Malcom 49' | Chi tiết | - El Shaarawy 35' - Florenzi 78' - Cristante 83' - Perotti 86' (ph.đ.) |

| Arsenal                                                          | 1–1      | Chelsea                                                          |
| ---------------------------------------------------------------- | -------- | ---------------------------------------------------------------- |
| - Lacazette 90+3'                                                | Chi tiết | - Rüdiger 5'                                                     |
| Loạt sút luân lưu                                                |          |                                                                  |
| - Lacazette - Nelson - Guendouzi - Maitland-Niles - Özil - Iwobi | 6–5      | - Drinkwater - Abraham - Moses - Emerson - Piazon - Loftus-Cheek |

| Benfica                          | 2–3      | Lyon                                     |
| -------------------------------- | -------- | ---------------------------------------- |
| - Pizzi 59' - Marcelo 64' (l.n.) | Chi tiết | - Marcelo 40' - Traoré 45' - Terrier 83' |

| Inter Milan    | 1–0      | Lyon |
| -------------- | -------- | ---- |
| - Martínez 52' | Chi tiết |      |

| Real Madrid                   | 3–1      | Juventus              |
| ----------------------------- | -------- | --------------------- |
| - Bale 39' - Asensio 47', 56' | Chi tiết | - Carvajal 12' (l.n.) |

| Milan         | 1–0      | Barcelona |
| ------------- | -------- | --------- |
| - Silva 90+3' | Chi tiết |           |

| Chelsea                                              | 0–0      | Lyon                                       |
| ---------------------------------------------------- | -------- | ------------------------------------------ |
|                                                      | Chi tiết |                                            |
| Loạt sút luân lưu                                    |          |                                            |
| - Jorginho - Barkley - Alonso - Azpilicueta - Hazard | 5–4      | - Ferri - Marcelo - Gouiri - Tete - Cheikh |

| Real Madrid             | 2–1      | Roma            |
| ----------------------- | -------- | --------------- |
| - Asensio 2' - Bale 15' | Chi tiết | - Strootman 83' |

| Atlético Madrid | 0–1      | Inter Milan    |
| --------------- | -------- | -------------- |
|                 | Chi tiết | - Martínez 31' |

## Bảng xếp hạng
18 đội được xếp hạng dựa theo kết quả ba trận mà họ đã thi đấu; đội xếp hạng cao nhất sẽ trở thành nhà vô địch. Ngoài ba điểm cho một trận thắng và 0 điểm cho một trận thua, một trận thắng trên loạt sút luân lưu cũng được tính 2 điểm, trong khi một trận thua theo hình thức này được tính 1 điểm.
| VT | Đội                   | Tr | T | PW | PL | B | BT | BB | BHS | Đ | Kết quả chung cuộc                       |
| -- | --------------------- | -- | - | -- | -- | - | -- | -- | --- | - | ---------------------------------------- |
| 1  | Tottenham Hotspur (C) | 3  | 2 | 0  | 1  | 0 | 7  | 3  | +4  | 7 | Vô địch International Champions Cup 2018 |
| 2  | Borussia Dortmund     | 3  | 2 | 0  | 1  | 0 | 6  | 3  | +3  | 7 |                                          |
| 3  | Inter Milan           | 3  | 2 | 0  | 1  | 0 | 3  | 1  | +2  | 7 |                                          |
| 4  | Arsenal               | 3  | 1 | 1  | 1  | 0 | 7  | 3  | +4  | 6 |                                          |
| 5  | Liverpool             | 3  | 2 | 0  | 0  | 1 | 7  | 5  | +2  | 6 |                                          |
| 6  | Real Madrid           | 3  | 2 | 0  | 0  | 1 | 6  | 4  | +2  | 6 |                                          |
| 7  | Juventus              | 3  | 1 | 1  | 0  | 1 | 4  | 4  | 0   | 5 |                                          |
| 8  | Chelsea               | 3  | 0 | 2  | 1  | 0 | 2  | 2  | 0   | 5 |                                          |
| 9  | Manchester United     | 3  | 1 | 1  | 0  | 1 | 4  | 6  | −2  | 5 |                                          |
| 10 | Lyon                  | 3  | 1 | 0  | 1  | 1 | 3  | 3  | 0   | 4 |                                          |
| 11 | Milan                 | 3  | 1 | 0  | 1  | 1 | 2  | 2  | 0   | 4 |                                          |
| 12 | Benfica               | 3  | 0 | 1  | 1  | 1 | 5  | 6  | −1  | 3 |                                          |
| 13 | Bayern Munich         | 3  | 1 | 0  | 0  | 2 | 5  | 6  | −1  | 3 |                                          |
| 14 | Manchester City       | 3  | 1 | 0  | 0  | 2 | 4  | 5  | −1  | 3 |                                          |
| 15 | Roma                  | 3  | 1 | 0  | 0  | 2 | 6  | 8  | −2  | 3 |                                          |
| 16 | Paris Saint-Germain   | 3  | 1 | 0  | 0  | 2 | 5  | 10 | −5  | 3 |                                          |
| 17 | Atlético Madrid       | 3  | 0 | 1  | 0  | 2 | 3  | 4  | −1  | 2 |                                          |
| 18 | Barcelona             | 3  | 0 | 1  | 0  | 2 | 4  | 7  | −3  | 2 |                                          |

1. 1 2  Điểm trước cùng một đối thủ (Juventus): Benfica 1, Bayern Munich 0.